# Biserica Franciscană din Făgăraș
Biserica Franciscană din Făgăraș, cunoscută de localnici sub denumirea de Biserica Paterilor, este situată pe strada Vasile Alecsandri nr. 1, în municipiul Făgăraș, din județul Brașov. Complexul format din mănăstire, biserică și claustru (cloașter) constituie un ansamblu de monumente istorice, care au codurile următoare: Mănăstirea franciscană are codul BV-II-a-B-11676, Biserica franciscană are codul BV-II-m-B-11676.01, iar claustrul are codul BV-II-m-B-11676.02.
Biserica are hramul Sfânta Treime.

## Istoric
La Făgăraș, prin secolul al XV-lea funcționa o mănăstire cu biserică romano-catolică, fiind situată pe actuala stradă Doamna Stanca. Mănăstirea și biserica au fost distruse în contextul Reformei Protestante din secolul al XVI-lea.
Mai târziu, în 1736, romano-catolicii din Făgăraș au primit terenul și aprobarea construirii unui nou sanctuar. Construirea noii bisericii și a mănăstirii a început la 22 aprilie 1737. Construcția bisericii a fost terminată în anul 1742, iar parterul mănăstirii în anul 1752. Curând după încheierea construcției bisericii, mai precis la 31 mai 1760, în Făgăraș a izbucnit un incendiu foarte puternic care a mistuit aproape întregul oraș, iar în acest incendiu a ars și acoperișul bisericii franciscane. Biserica a fost refăcută în stil rococo, în anul următor.
Mănăstirea este edificată în același stil cu biserica. Are parter și etaj.
La 26 septembrie 1782 Biserica Franciscană din Făgăraș a fost sfințită și a primit hramul „Sfinta Treime".
În biserică este montată o orgă cu marca Angster (1895), având două manuale și 16 registre. Aceasta a fost realizată la Pécs de Angster Jozsef.
Două ceasuri solare care arată orele de la 8 la 15 se află în curtea interioară.
Începând din 1747 a funcționat și o școală pe lângă mănăstire.
În toamna anului 2019 a fost rezugrăvit interiorul bisericii.

## Imagini

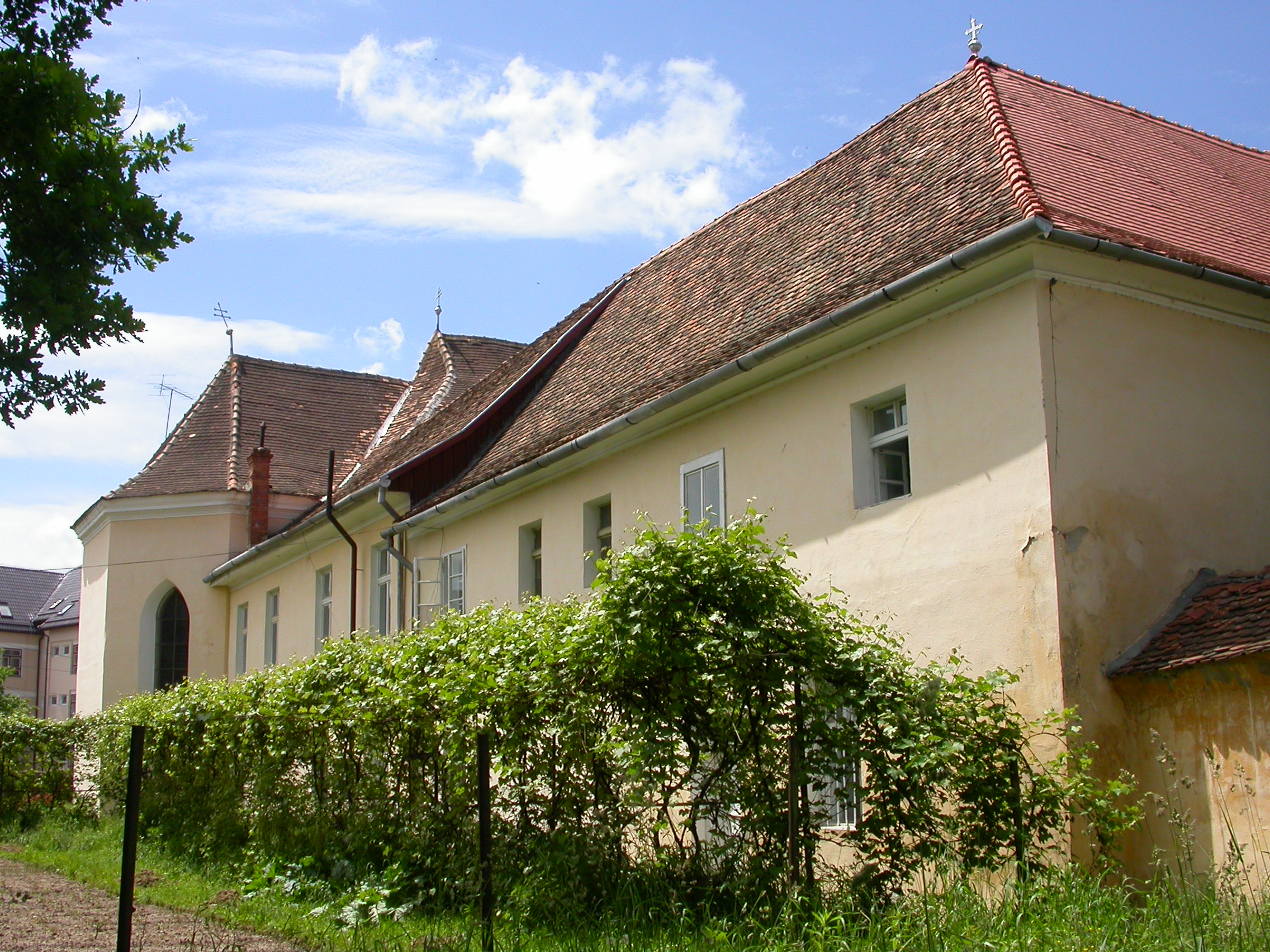
Claustrul mănăstirii